# Marvin der Marsmensch in der dritten Dimension
Marvin der Marsmensch in der dritten Dimension  ist ein US-amerikanischer Zeichentrickkurzfilm von Time Warner aus dem Jahre 1996. Er erschien in der Reihe Looney Tunes und gilt als erster computeranimierter 3D-Film der Geschichte.

## Handlung
Marvin der Marsmensch sitzt auf seinem Heimatplaneten und beobachtet das Weltall nach Hinweisen auf Gefahr. So bekommt er mit, dass Daffy Duck Drohungen gegen den Mars ausspricht, und beauftragt seinen Hund K-9, mit einem Raumschiff zu Erde zu fliegen, um Daffy zum Mars zu holen. Tatsächlich hatte dieser aber nur eine Textübung für eine Rolle in Duck Dodgers durchgeführt.
Es gelingt dem Hund, Daffy zum Mars zu bringen. Nun versucht Marvin, Daffy zu desintegrieren, was ihm aber nicht gelingt. In der Folge bricht auf dem Mars ein völlig Chaos aus. Es gelingt Daffy schließlich, ein Raumschiff in seinen Besitz zu bringen. Der ihn verfolgende Marvin wird von einem übereifrigen Verkehrspolizisten wegen zu schnellen Fliegens aufgehalten, und so gelingt es Daffy, zurück nach Hollywood zu kommen. Den nach ihm eintreffenden Marvin täuscht er mit einem Trick: Er tut so, als hätte sich, in seinem Schnabel, Marvins Vorgesetzter versteckt. Er gibt ihm den Auftrag, die Erde zu verlassen, denn er wäre noch nicht soweit, den Planeten zu erobern.

## Hintergrund
Im Kino zu sehen war der Film in den Vereinigten Staaten als Vorfilm von Space Jam. Zu den Zentren gehörten Kinos in den Freizeitparks der Warner Brothers. Der Film gilt als letztes Werk, an dem der 2002 verstorbene Chuck Jones beteiligt war.